# Live in the UK (House of Lords)
Live in the UK è un live album degli House of Lords, uscito il 29 gennaio per l'Etichetta discografica Frontiers Records.

## Tracce
1. Sahara (Christian, Giuffria, Mary, Wright) 4:54
2. Chains of Love (Cordola, Giuffria, Mary, Purdell, Wright) 3:25
3. Love Don't Lie (Bush) 4:19
4. Pleasure Palace (Eisley, Giuffria) 5:41
5. Talkin' Bout Love (Aldridge, Baker, Christian, Giuffria, Johnsted) 5:07
6. The Edge of Your Life (Aldstadt, Cordola, Wright) 5:45
7. Mind Trip (Cordola, Mary, Torpey, Wright) 5:33
8. All Is Gone (Cordola, Mary, Torpey, Wright, Wychoff) 3:56
9. The Rapture (Cordola, Wright) 4:05
10. I Wanna Be Loved (Jonstad, Meyer) 4:07
11. Can't Find My Way Home (Winwood) 5:06
12. Slip of the Tongue (Eisley, Giuffria, Nielsen) 4:54
13. Havana [in studio] (Christian, Giuffria, Pierce, Spiro) 3:47 (Traccia Bonus)

## Formazione
- James Christian - voce
- Lanny Cordola - chitarra
- Chuck Wright - basso
- Ken Mary - batteria